# 3043 Сан-Дієго
3043 Сан-Дієго (3043 San Diego) — астероїд головного поясу, відкритий 20 вересня 1982 року.
Тіссеранів параметр щодо Юпітера — 3,824.
Названо за Сан-Дієго (англ. San Diego) — міста на південному заході США у регіоні Південна Каліфорнія на березі Тихого океану, адміністративний центр округа Сан-Дієго.